# Castaignos-Souslens
Castaignos-Souslens är en kommun i departementet Landes i regionen Nouvelle-Aquitaine i sydvästra Frankrike. Kommunen ligger i kantonen Amou som tillhör arrondissementet Dax. År 2022 hade Castaignos-Souslens 424 invånare.

## Befolkningsutveckling
Antalet invånare i kommunen Castaignos-Souslens
Referens:INSEE